# Skiathos (ort)
Skiathos är en ort i Grekland. Den är huvudort för ön och kommunen Skiathos, som tillhör ögruppen Sporaderna och regionen Thessalien, i den östra delen av landet, 130 km norr om huvudstaden Aten. Skiathos ligger 4 meter över havet och antalet invånare är 5 187.